# Questionnement (sexualité et genre)
 (décembre 2016).
Si vous disposez d'ouvrages ou d'articles de référence ou si vous connaissez des sites web de qualité traitant du thème abordé ici, merci de compléter l'article en donnant les références utiles à sa vérifiabilité et en les liant à la section « Notes et références ».
En pratique : Quelles sources sont attendues ? Comment ajouter mes sources ?
Le questionnement sur le genre, l'identité sexuelle, l'orientation sexuelle ou les trois, est le processus par lequel passent les personnes qui s'interrogent sur leur genre, identité ou orientation sexuelles, et préoccupées par les étiquettes sociales appliquées à elles-mêmes, pour diverses raisons,. La lettre « Q » est parfois ajoutée à la fin de l'acronyme LGBT (lesbienne, gay, bisexuel, transgenre) et se réfère à « queer » ou à « questionnement » .

## Adolescents et autres jeunes

### Questionnements pendant l'adolescence
Durant la période de l'adolescence, remettre en question sa sexualité ou son genre et les divers domaines associés, peut survenir lors de la construction de l'identité. C'est le moment où ont souvent lieu l'exploration, l'apprentissage et l'expérimentation. Alors que certains jeunes ont pas ou peu de problèmes concernant leur identification, de nombreux jeunes se heurtent à de nombreuses confusions et incertitudes. Ils peuvent avoir des problèmes pour comprendre leur sexualité, leur orientation sexuelle et/ou leur identité de genre.
La société américaine de psychologie déclare :

« L'adolescence peut être une période d'expérimentation, et de nombreux jeunes peuvent remettre en question leurs sentiments sexuels. Prendre conscience des sentiments sexuels est normal lors du développement. Parfois, les adolescents ont des sentiments ou des expériences qui provoquent la confusion par rapport à leur orientation sexuelle hétérosexuelle. Cette confusion semble diminuer au fil du temps, avec des résultats divergents selon les individus. »

Le genre, l'orientation sexuelle ou la sexualité ne coïncident pas toujours ce qui signifie, par exemple, que si une personne se définit comme hétérosexuelle, elle peut non seulement être attirée par quelqu'un du sexe opposé, mais aussi avoir des interactions sexuelles avec quelqu'un qui est du même sexe, sans nécessairement s'identifier comme bisexuelle. Il est important de comprendre que l'on n'a pas besoin d'appliquer des étiquettes de genre ou de sexualité ; le genre et la sexualité fluide sont socialement et publiquement acceptés de nos jours. Les personnes qui se considèrent comme n'étant ni homme, ni femme, ou ayant un genre fluctuant au cours du temps se désignent comme étant de genre neutre, genderqueer ou agenre.

### Comportements et développement
L'identité de genre est cruciale dans le développement d'un jeune individu puisqu'elle constitue une grande partie de son identité personnelle et sociale. La confusion et le questionnement impliqués dans la formation d'identité de genre peuvent être influencés par la nécessité d'intégrer la binarité des genres ou d'adhérer aux idéaux sociaux de la société. Le sexe assigné à la naissance d'une personne (sexe natal), n'est pas toujours cohérent avec l'identité de genre et de rôles genrés. Selon la Family Process Institute,

« Le sexe natal (ou sexe biologique) et l'identité de genre sont des composants de l'identité, et l'identité de genre ne se déroule pas nécessairement dans le sens du sexe biologique. L'identité de genre est différente du rôle genré puisque c'est une sorte de base auto-assignée, tandis que le rôle de genre implique l'intégration des marqueurs sociaux (vêtements, maniérisme, comportements) traditionnellement considérés comme masculins ou féminins. Le sexe biologique, l'identité de genre, et le rôle genré interagissent de manière complexe, et chacun d'eux est encore différent de l'orientation sexuelle. »

Les constructions sociales de la masculinité et la féminité peuvent aussi accroitre la confusion chez les jeunes, puisqu'ils peuvent se sentir obligés de se comporter de telle, ou telle façon, selon leur identité de genre ou leur orientation sexuelle.
La prise de conscience de son orientation sexuelle contribue fortement à la formulation de l'identité de genre. La remise en question de la sexualité d'une jeune personne ou de son orientation sexuelle entre en jeu dans toute une variété de situations. Par exemple, un individu qui se définit généralement comme homosexuel peut aussi avoir des interactions sexuelles avec le sexe opposé, mais sans se sentir nécessairement bisexuel. En outre, une personne peut également s'identifier comme ayant une orientation sexuelle définitive sans avoir aucune, ou seulement certaines, interactions ou expériences sexuelles.

### Social
L'aspect social est un facteur important qui peut causer des questionnements chez les jeunes qui peuvent se sentir dans un environnement dangereux concernant l'établissement de leur sexualité ou de leur genre. La nécessité du support des pairs et autres membres de la société donne à l'adolescent un sentiment d'appartenance ; en effet, la peur du rejet et de la discrimination peut empêcher les jeunes d'assumer leur identité.
L'hétéronormativité peut freiner les jeunes pour assumer publiquement leur identité de genre et leur sexualité. Selon le Journal of Psychology : « le fait de méconnaître l'inconnu et d'en avoir peur est certainement la raison principale du débat concernant l'acceptation de l'égalité. Le sentiment d'appartenance étant l'un des cinq besoins fondamentaux, une personne peut craindre la transition d'un genre à l'autre, provoquant ainsi un conflit intérieur ». La construction sociale de l'hétéronormativité est directement liée au genre binaire ; ces deux constructions sociales sont souvent conditionnées à être plus acceptée, impactant donc l'acceptation de l'existence d'autres genres et sexualités qui ne correspondent pas à ces normes.
Leur identification en tant que lesbienne, gay ou bisexuel peut leur causer de la confusion. The Journal of Counselling & Development déclare que « les minorités sexuelles subissent deux types de stigmatisations qui diffèrent en fonction de leur nature objective ou subjective. En raison de la persistance de la stigmatisation, cette dernière peut être un facteur de stress chronique auquel les minorités sexuelles font face, les plaçant ainsi comme une catégorie plus à risques que les autres de développer des styles d'adaptation ruminatifs. » Quand un individu sent qu'aucun terme pour décrire son identité de genre ne lui est applicable, ou qu'il n'entre pas dans le système binaire du genre, il peut connaître des sentiment de pression, de solitude, d'anormalité et de désespoir.
Selon la société américaine de psychologie, ceux qui luttent pour ne pas reconnaitre leur identité de genre ou leur sexualité peuvent être plus à risque d'avoir des pensées suicidaires, être en dépression, avoir des rapports sexuels non protégés ou en se tournant vers des mécanismes d'adaptation nocifs comme l'abus de drogues, d'alcool ou s'automutiler. Des études montrent que les jeunes en questionnement sont plus à risque d'être en état de victimisation, d'avoir des pensées suicidaires et des problèmes d'alcoolisme et de toxicomanie, plus encore que les lesbiennes, les gays et bisexuels, probablement en raison de la marginalisation vis-à-vis de leurs pairs hétérosexuels et LGB.
L'Advocates for Youth Organization déclare que « des études établissent des liens entre les tentatives de suicide et le genre non-conforme, la prise de conscience précoce de l'orientation sexuelle, le stress, la violence, le manque de soutien, le décrochage scolaire, les problèmes familiaux, l'itinérance et l'abus de substances. » Pour les adolescents en questionnement, non seulement l'acceptation de leurs pairs est importante, mais l'acceptation de leur famille est tout aussi importante. Cependant, tous les jeunes ne reçoivent pas le soutien dont ils ont besoin par leurs familles pendant le processus de questionnement. Ryan C. et al, de l'université de San Francisco déclarent : « les jeunes GLBTQ dont les familles sont les plus rejetantes sont huit fois plus susceptibles d'avoir fait des tentatives de suicide, sont presque six fois plus susceptibles d'avoir des niveaux élevés de dépression, sont plus de trois fois plus susceptibles de consommer des substances illicites, et sont trois fois plus susceptibles d'avoir un risque élevé de VIH et de maladies sexuellement transmissibles que les jeunes LGBT dont les familles sont moins rejetantes ». L'acceptation de la société au sens large est cruciale pour contribuer au mieux-être et à la santé mentale des jeunes. Les personnes se sentent souvent plus positives par rapport à leur orientation sexuelle et à leur identité de genre grâce à l'appui et le renforcement positif, en particulier de la famille, des amis et des connaissances.
Les adolescents qui sont en questionnement et qui reçoivent du soutien peuvent souvent vivre une vie satisfaisante et sereine et connaître le développement habituel d'un adolescent ; ceux qui font face aux brimades, à l'ostracisme ou d'autres formes d'oppression sont plus susceptibles d'avoir des pensées suicidaires et de participer à des activités à haut risque, tels que des rapports sexuels non protégés et l'abus d'alcool et de drogues. Un trouble de l'anxiété ou dépressif lié à une incertitude quant à son identité de genre ou d'orientation sexuelle a été classé comme trouble de la maturation sexuelle par l'Organisation Mondiale de la Santé dans le CIM-10, dans la catégorie « Troubles psychologiques et comportementaux associés au développement et l'orientation sexuelle ». L'orientation sexuelle n'est pas un trouble en soi et n'est pas classée comme tel. Cela diffère aussi de l'orientation sexuelle égodystonique où l'orientation sexuelle ou l'identité de genre est réprimée ou déniée.

### Soutien et aide

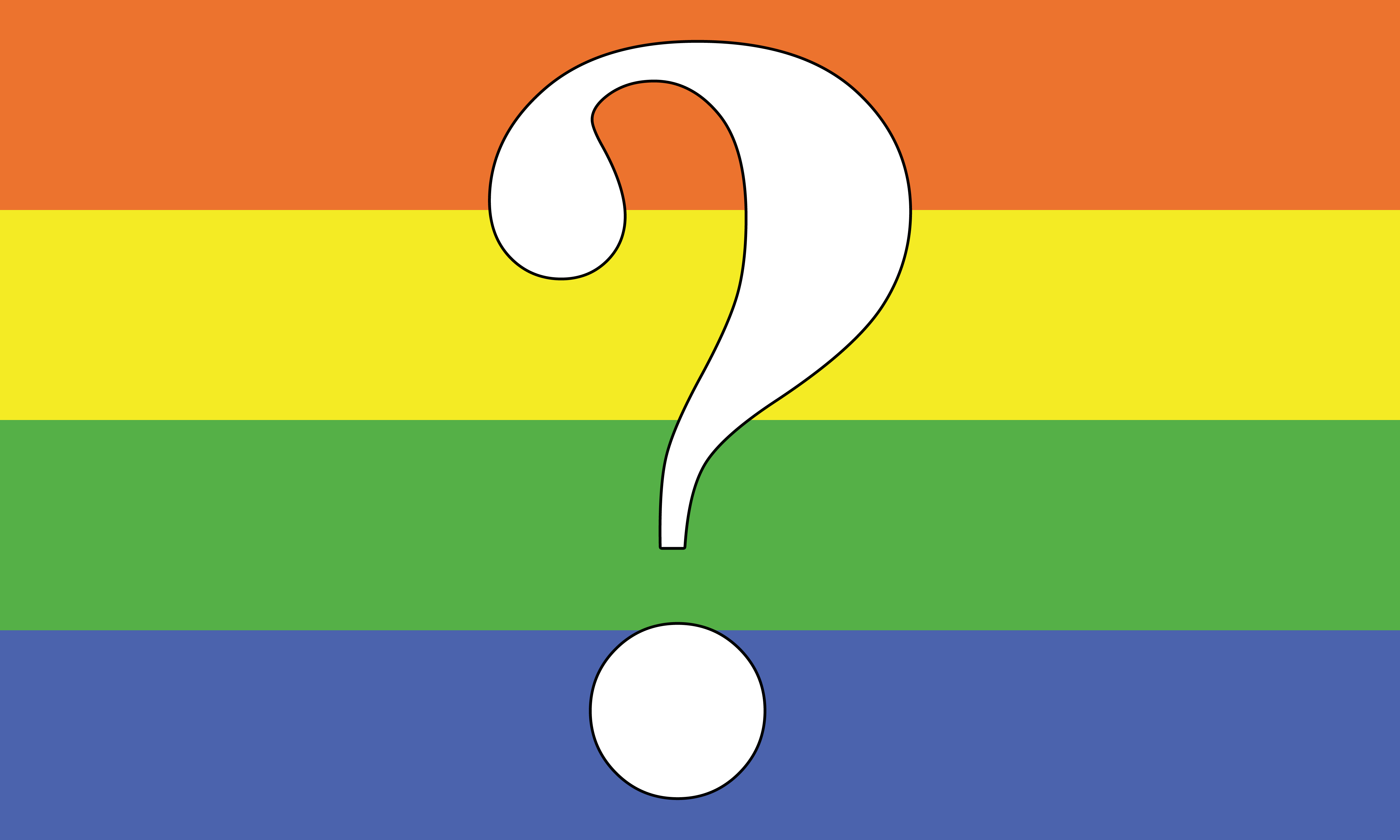
Le drapeau Questionnement

De nombreux groupes d'étudiants LGBT incluent la phase de questionnement dans le cas des groupes d'alliance gay-hétéro ; ils le font en partie afin que les élèves ne soient pas obligés de se qualifier ou de choisir une identité sexuelle,. Les pressions, stigmatisations, et peur de la discrimination par les pairs et la société peuvent en décourager beaucoup à faire face à la phase du questionning concernant la genralité et la sexualité. Le soutien des amis et de la famille est important pendant l'adolescence étant donné que c'est la période où se développe l'identité et le moment des plus importants changements physiques et mentaux. La communauté LGBT a formé de nombreux groupes de soutien, de centres d'aide et d'échanges en ligne qui peuvent assister les jeunes qui cherchent une guidance et ont besoin d'informations en ce qui concerne sa remise en question de genre et la sexualité. Les psychologues suggèrent que les personnes en questionnement cherchent de l'aide par le biais des thérapies, des groupes de soutien, des forums communautaires en ligne, des organisations de santé mentale (en), des filières de préventions et d'informations sur le suicide.
Un exemple d'une organisation nationale dédiée à fournir des interventions de crise, de soutien et de services de prévention du suicide pour les jeunes LGBTQ est le Trevor Project. Ils fournissent des services tels que Trevor Lifeline, TrevorChat, TrevorText et Trevor Support Centre.